# تادا شيجي هاب
تادا شيجي هاب  (و. 1916 – 2001 م) هو عالم رخويات، وعالم حيواني من اليابان . ولد في هيوغو (محافظة) .
توفي في كاواساكي (كاناغاوا)، عن عمر يناهز 85 عاماً.

## مناصب وهيئات
أدار جامعة كيوشو.